# Josh Coburn
Pour les articles homonymes, voir Coburn.
Josh Coburn, né le 6 décembre 2002 à Bedale en Angleterre est un footballeur anglais qui évolue au poste d'avant-centre au Millwall FC.

## Biographie

### En club
Né à Bedale en Angleterre, Josh Coburn est notamment formé par le Sunderland AFC pendant cinq ans avant de rejoindre en 2019 le club rival du Middlesbrough FC, où il poursuit sa formation. Le 14 janvier 2021, Coburn signe son premier contrat professionnel avec Middlesbrough.
Il fait ses débuts en professionnel le 21 avril 2021, lors d'un match de Championship face au Rotherham United. Il entre en jeu à la place de Yannick Bolasie et son équipe s'impose par deux buts à un.
Le 4 janvier 2022, Coburn prolonge son contrat avec Middlesbrough, étant alors lié au club jusqu'en juin 2025.
Le 1er septembre 2022, Josh Coburn rejoint Bristol Rovers sous la forme d'un prêt d'une saison,.
Coburn fait son retour à Middlesbrough à la fin de son prêt à Bristol Rovers, et prolonge son contrat avec son club formateur le 17 juillet 2023, étant alors lié au club jusqu'en juin 2027,. Il est de nouveau intégré à l'équipe première de Middlesbrough par l'entraîneur Michael Carrick et a pour objectif de devenir titulaire à la pointe de l'attaque.